# SOFT
SOFT (англ. Symposium on Fusion Technology) — симпозіум з питань технологій термоядерного синтезу. Проводиться в країнах Європи кожні 2 роки, починаючи з 1960 року. Робоча мова симпозіуму — англійська. В програму SOFT входять як усні і постерні презентації, так і промислова та науково-дослідна виставка.

## Мета
Метою Симпозіуму SOFT є обмін інформацією, що стосується технічних деталей та проведення термоядерних випробувань, технологій сучасних термоядерних установок, технологій джерел енергії майбутнього. З початком будівництва  термоядерного реактора ITER, термоядерні дослідження зробили великий крок вперед. Відповідно до цього, ITER з його вимогами став основною темою цього симпозіуму.

## Тематика
Симпозіум, який проводитиметься в 2010 році включатиме запрошені та подані статті з наступних тем:
1. Експериментальні термоядерні установки.
2. Нагрів плазми та підтримка струму.
3. Керування та контроль над плазмою.
4. Діагностика, збір даних, та дистанційна участь у цих процесах.
5. Магніти та джерела енергії.
6. Компоненти, що взаємодіють з плазмою.
7. Дистанційне керування елементами всередині та ззовні курпусу.
8. Паливний цикл та відтворюючі бланкети.
9. Технологія матеріалів.
10. Електростанції, безпека та навколишнє середовище, соціоекономіка та обмін технологіями.
11. Технології лазерів та прискорювачів.

## Перелік симпозіумів SOFT
| Симпозіум                                                                                 | Публікація |
| ----------------------------------------------------------------------------------------- | --- |
| 1-ий (1960) Гарвелл, Велика Британія (Harwell, UK)                                        | |
| 2-ий (1962) Фонтене-о-Роз, Франція (Fontenay-aux-Roses, France)                           | |
| 3-ий (1964) Мюнхен, Німеччина (Munich, Germany)                                           | |
| 4-ий (1966) Рим, Італія (Rome, Italy)                                                     | |
| 5-ий (1968) Оксфорд, Велика Британія (Oxford, UK)                                         | |
| 6-ий (1970) Аахен, Німеччина (Aachen, Germany)                                            | |
| 7-ий (1972) Гренобль, Франція (Grenoble, France)                                          | |
| 8-ий (1974) Noordwijkerhout, Нідерланди (Noordwijkerhout, The Netherlands)                | |
| 9-ий (1976) Гарміш-Партенкірхен, Західна Німеччина (Garmisch-Partenkirchen, West Germany) | |
| 10-ий (1978) Падуя, Італія (Padova, Italy)                                                | |
| 11-ий (1980) Оксфорд, Велика Британія (Oxford, UK)                                        | |
| 12-ий (1982) Юліх, Німеччина (Jülich, Germany)                                            | |
| 13-ий (1984) Варезе, Італія (Varese, Italy)                                               | |
| 14-ий (1986) Авіньйон, Франція (Avignon, France)                                          | |
| 15-ий (1988) Утрехт, Нідерланди (Utrecht, The Netherlands)                                | Fusion Engineering and Design 11, Issues 1-2 (1989)[недоступне посилання з серпня 2019] |
| 16-ий (1990) Лондон, Англія (London, England)                                             | Fusion Engineering and Design 14, Issues 1-2 (1991)[недоступне посилання з серпня 2019] |
| 17-ий (1992) Рим, Італія (Rome, Italy)                                                    | Fusion Engineering and Design 22, Issues 1-2 (1993)[недоступне посилання з серпня 2019] |
| 18-ий (1994) Карлсруе, Німеччина (Karlsruhe, Germany)                                     | |
| 19-ий (1996) Лісабон, Португалія (Lisboa, Portugal)                                       | Fusion Engineering and Design 36, Issues 2-3 (1997) 179-433[недоступне посилання з серпня 2019] |
| 20-ий (1998) Марсель, Франція (Marseille, France)                                         | Fusion Engineering and Design 46, Issues 2-4 (1999) 115-467[недоступне посилання з серпня 2019] |
| 21-ий (2000) Мадрид, Іспанія (Madrid, Spain)                                              | Fusion Engineering and Design 56-57 (2001) 1-1078[недоступне посилання з серпня 2019] |
| 22-ий (2002) Хельсінкі, Фінляндія (Helsinki, Finland)                                     | Fusion Engineering and Design 66-68 (2003)[недоступне посилання з серпня 2019] Fusion Engineering and Design 69, Issues 1-4 (2003)[недоступне посилання з серпня 2019]                             |
| 23-ий (2004) Венеція, Італія (Venice, Italy)                                              | Fusion Engineering and Design 74, Issues 1-4 (2005)[недоступне посилання з серпня 2019] |
| 24-ий (2006) Варшава, Польща (Warsaw, Poland)                                             | Fusion Engineering and Design 82, Issues 5-14 (2007)[недоступне посилання з серпня 2019] Fusion Engineering and Design 82, Issues 15-24 (2007)[недоступне посилання з серпня 2019]                 |
| 25-ий (2008) Росток, Німеччина (Rostock, Germany)                                         | Fusion Engineering and Design 84, Issues 2-6 (2009) 97-1072[недоступне посилання з серпня 2019] Fusion Engineering and Design 84, Issues 7-11 (2009) 1073-2058[недоступне посилання з серпня 2019] |
| 26-ий (2010) Порто, Португалія (Porto, Portugal)                                          | |